# Sampat Pal Devi
 (janvier 2013).
Si vous disposez d'ouvrages ou d'articles de référence ou si vous connaissez des sites web de qualité traitant du thème abordé ici, merci de compléter l'article en donnant les références utiles à sa vérifiabilité et en les liant à la section « Notes et références ».
Sampat Pal Devî,, (Uttar Pradesh, 1960 - ) est une militante indienne qui se bat contre la pauvreté, la corruption et pour les droits des femmes, fondatrice et dirigeante d'un groupe politique, le Gûlabï Gang.

## Biographie
Dans son autobiographie parue en français en 2008 avec la collaboration de Anne Berthod, Sampat Pal raconte son enfance dans une famille originaire du district de Bundelkhand, l'une des régions les plus pauvres de l'Uttar Pradesh, l'un des États les plus peuplés de l'Inde. « Les gens de la région disent qu’il n’est nullement surprenant qu’un gang de femmes vigilantes se soit formé dans un tel paysage de pauvreté, de discrimination et de chauvinisme. » 
Malgré la grande pauvreté, Sampat Pal affirme avoir été une enfant débordante d‘énergie et de curiosité, à la fois très bagarreuse et avide d’apprendre. D’abord à l’insu de sa famille, elle suit les garçons du village qui vont à l’école chaque matin puis se cache dans la cour pour écouter les leçons. C’est ainsi qu’avec le concours d’un camarade de jeux, elle va peu à peu apprendre à lire et à compter, à la consternation de sa mère, très soumise à la tradition. Mais son père et surtout son oncle, le seul de la famille à avoir fait des études d’ingénieur, amusés par son obstination, vont encourager ses efforts et lui permettre d’aller à l’école. « Une chose est sûre : j’étais une élève brillante pour mon âge, avec des dispositions évidentes. Cette année a été fantastique. Ma soif d’apprendre était inépuisable. Mon oncle a accepté de me donner des cours supplémentaires à la maison. »
Bientôt cependant, sa famille ayant dû déménager vers Hanuman Dhara, minuscule hameau isolé sans eau ni électricité… ni école, elle est contrainte d’arrêter ses études pour reprendre sa vie de bergère ou gardienne des jeunes pousses de riz. Tout en grimpant aux arbres avec entrain et en prenant la tête d’une bande de filles combatives, malgré la désapprobation de sa mère, « Amma, si discète, si délicate, aurait tant voulu que je me conduise comme une petite fille convenable, que je ne retrousse pas ma jupe entre mes jambes dès qu’elle avait le dos tourné, que je m’exprime de façon posée. »
« Quant à mon lathi, il n’est pas question que je m’en sépare. Je suis une Gadaria, il fait partie de moi. » Car son bâton de bergère, le lathi, est à la fois un instrument de travail indispensable au gardiennage des animaux et un signe d’appartenance à son clan. Elle a donc appris à s’en servir à l’égal des garçons, tout comme elle avait commencé à se rendre à l’école de sa propre initiative, sans se soucier de la tradition selon laquelle « pour les filles, la question ne se posait même pas ». Elle explique avoir longuement observé les garçons s’entraîner entre eux au combat pour pouvoir les imiter avant d’aller « faire des démonstrations dans les villages. Il me semblait important qu’une femme connaisse les gestes d’autodéfense les plus élémentaires. A la campagne, le lathi est une arme courante, on peut se le procurer facilement, voire le faire soi-même avec une branche taillée. Dès que j’ai constitué mon gang, j’ai multiplié les séances d’entraînement. »
Mais elle insiste aussi vigoureusement sur son attachement à la non-violence et à la persuasion par le dialogue, non par les bastonnades, comme en témoignent les nombreux exemples qu’elle donne tout au long de son récit et qui ont justifié la fondation de son “gang”. « Ce sont mes arguments imparables qui font le plus d’effets, vous pouvez me croire. »
Après avoir été mariée de force à l'âge de douze ans, bien que la loi indienne l’interdise, Sampat Pal est maintenant mère de cinq enfants. Son mari est marchand de glace et a également travaillé avec le gouvernement dans le domaine de la santé des travailleurs.

## Le Gûlabî Gang, ou Gang des saris roses
Sampat Pal a créé le Gulâbî Gang, ou Gang des saris roses (en hindi), afin de poursuivre avec d’autres femmes et de façon organisée le combat qu’elle mène depuis son plus jeune âge, contre les violences conjugales et contre la corruption des fonctionnaires qui accable tout particulièrement les femmes et les pauvres en général.
Elle a constitué son organisation au début de l'année 2006, en prenant exemple sur Lakshmî Bâî, une reine qui a formé sa propre armée en 1887 et qui a tenu tête aux Anglais pendant un an. Basé dans une région rurale de l'État d’Uttar Pradesh au Nord-Est de l'Inde, le Gulâbî Gang se compose de plusieurs milliers de femmes et de quelques hommes.
Ces femmes défendent leurs droits, très souvent bafoués par les hommes, en multipliant les manifestations, protestations, sit-in collectifs et en menaçant de manier leur arme principale, le lâthi. En dernier recours, elles utilisent en effet ce bâton de bergère « qui n’a jamais tué personne» et avec lequel elles s’entraînent régulièrement à l’autodéfense, face à des policiers ou des fonctionnaires municipaux souvent porteurs, eux, d’armes à feu. Le gang regroupe des femmes de tous âges, certaines ont jusqu’à soixante-dix ans, et les autorités du pays ont appris à craindre ces femmes et à les respecter pour l’efficacité et la justesse de leurs actions, pour lesquelles elles endossent toutes un sari rose (fuchsia), la seule couleur «qui n’était pas déjà prise» :

« Nous étions un gang, il nous fallait donc une tenue qui nous permette d’affirmer notre identité aux yeux des autres et qui renforce, au passage, le sentiment des membres d’appartenir à un groupe. Nous portions toutes des saris. Restait à en choisir la couleur. Jay Prakash a d’abord opté pour le bleu, mais c’était la couleur officielle du Bahujan Samaj Party, le BSP, le parti des intouchables. Nous avons alors pensé au jaune, malheureusement, cela rappelait trop les religieux hindous. Idem pour le vert, souvent porté par les représentants du parti du Congrès. Quant au rouge, c’était la couleur du Samajwadi Party, le SP, parti des basses castes. Il ne restait plus que le rose, une couleur très répandue mais exclusivement féminine, facile à trouver dans sa garde-robe et assortie à la marque poudrée dont les femmes mariées se décorent le front. »

Pour gérer et administrer son gang, Sampat Pal Devi est assistée par Jay Prakash, un homme qui s’est associé à elle après avoir lui-même organisé des groupes femmes pour une ONG d’accès au microcrédit dans le cadre de programmes gouvernementaux. Grâce à la persévérance du Gûlabî Gang, les comportements ont progressivement changé dans leur zone d’influence. Les lois votées en faveur du droit des femmes sont mieux respectées et certains hommes sont devenus sympathisants du gang des saris roses.
Malgré ses enfants à charge et les propositions pour entrer en politique, qu'elle a jusqu’ici déclinées, Sampat ne compte pas s'arrêter là et veut aller jusqu'au bout de son combat contre les violences conjugales, la corruption et l’injustice sociale. A la différence de Phûlan Devî, autre femme qui fut chef de gang dans l’Utar Pradesh au début des années 1980, Sampat Pal s’affirme résolument non violente. Tout au long de son récit, elle insiste sur le fait que les efforts du gang consistent surtout à faire appliquer les lois, par exemple sur l’interdiction du mariage des enfants ou l’abandon des épouses, des lois qui existent au niveau national mais ne sont que rarement appliquées sur le terrain, surtout en milieu rural, dès lors qu’elles s’opposent aux intérêts ou à la négligence des fonctionnaires locaux.

### Film documentaire en anglais
- (en)Gulabi Gang, réalisé par Nishtha Jain (en).